# Odynerus flavopunctatus
Odynerus flavopunctatus är en stekelart som beskrevs av Smith. Odynerus flavopunctatus ingår i släktet lergetingar, och familjen Eumenidae. Utöver nominatformen finns också underarten O. f. formosicola.